# Treno alta velocità
Attention : il y a TAV S.p.A., société du groupe Ferrovie dello Stato Italiane - FS créée spécifiquement pour concevoir, planifier et réaliser le réseau italien de lignes à grande vitesse et TAV - Treno Alta Velocità, les rames à grande vitesse, matériel ferroviaire de Trenitalia. 

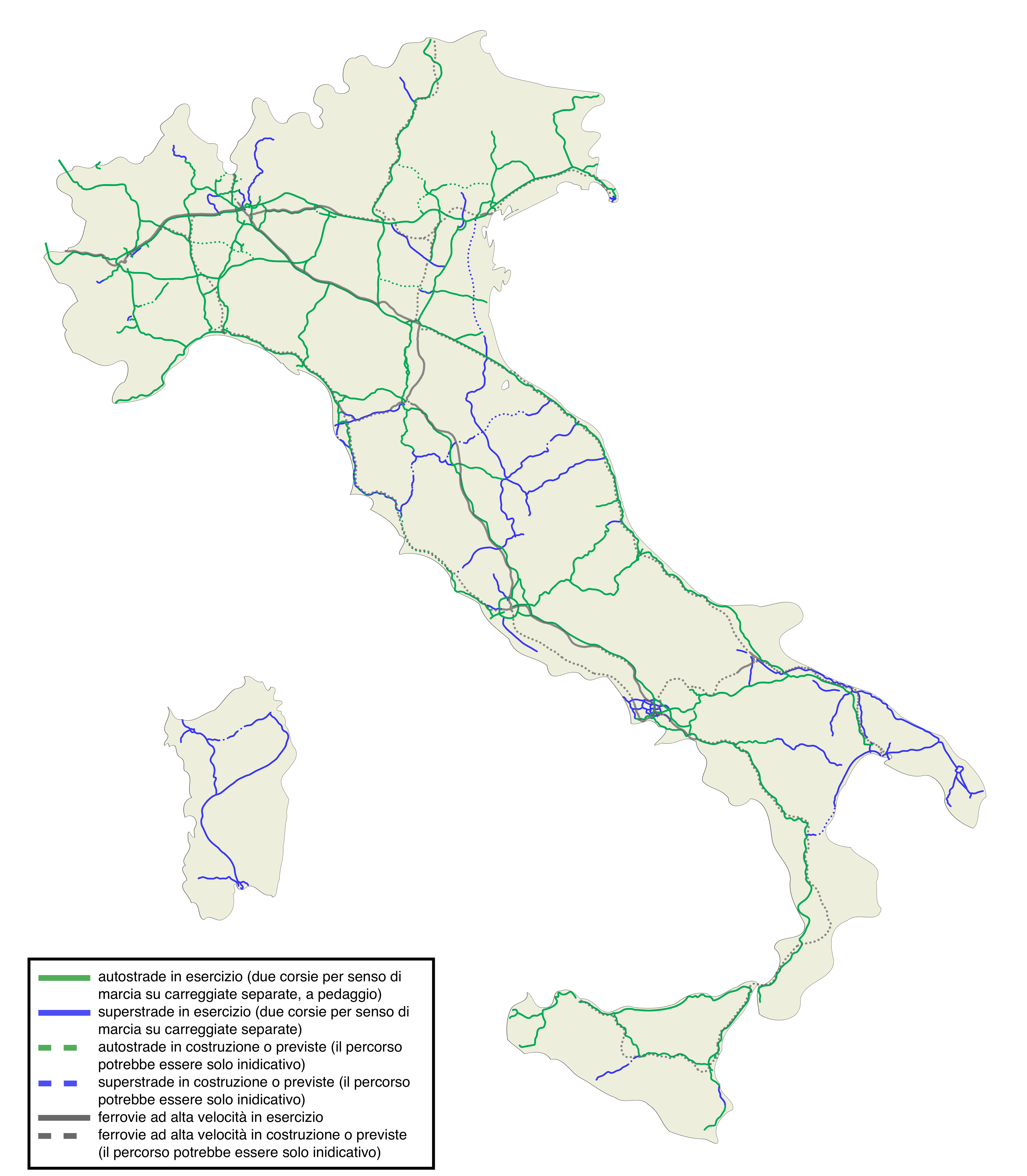
Réseau des autoroutes à péage (vert) autoroutes & 2x2 voies gratuites (bleu) et LGV (gris) en Italie (31 déc 2020)

La société Treno Alta Velocità S.p.A. (« Train à grande vitesse »), abrégé en TAV S.p.A., était une entreprise du groupe Ferrovie dello Stato Italiane - FS créée spécifiquement pour concevoir, planifier et réaliser le réseau italien de lignes à grande vitesse, après la première expérience débutée en 1970 avec la direttissima, LGV dans les Apennins entre Rome et Florence. Le 31 décembre 2010, la société TAV SpA a été intégrée dans le groupe public italien Rete Ferroviaria Italiana - RFI, filiale des Ferrovie dello Stato Italiane - FS.
Plus de 2 000 km de lignes AV/AC lignes à grande vitesse et à grande capacité ont été mises en chantier en Italie par la société TAV S.p.A. depuis 1991. 1 467 km étaient en service en janvier 2019.
En Italie, contrairement à la France, les LGV ne sont pas destinées uniquement au trafic passagers mais sont polyvalentes (AV/AC - Alta Velocità/Alta Capacità), passagers et marchandises à grande vitesse. C'est le cas avec les lignes de Mercitalia Fast, la filiale fret de Trenitalia.
Après avoir obtenu les autorisations nécessaires des autorités du Ministère des transports italien, Mercitalia a inauguré le 7 novembre 2018 la première liaison à grande vitesse de fret au monde sur la LGV entre le Terminal Maddaloni-Marcianise de Caserte et l'Interport de Bologne. Des rames ETR 500 spécialement reconditionnées effectuent le trajet de 650 km en seulement 3 heures et 30 minutes. Chaque rame transporte l'équivalent de 18 semi-remorques. Cette desserte permet de supprimer le transit de 9 000 semi-remorques par an sur l'autoroute du Soleil A1.

## TAV - Le matériel roulant

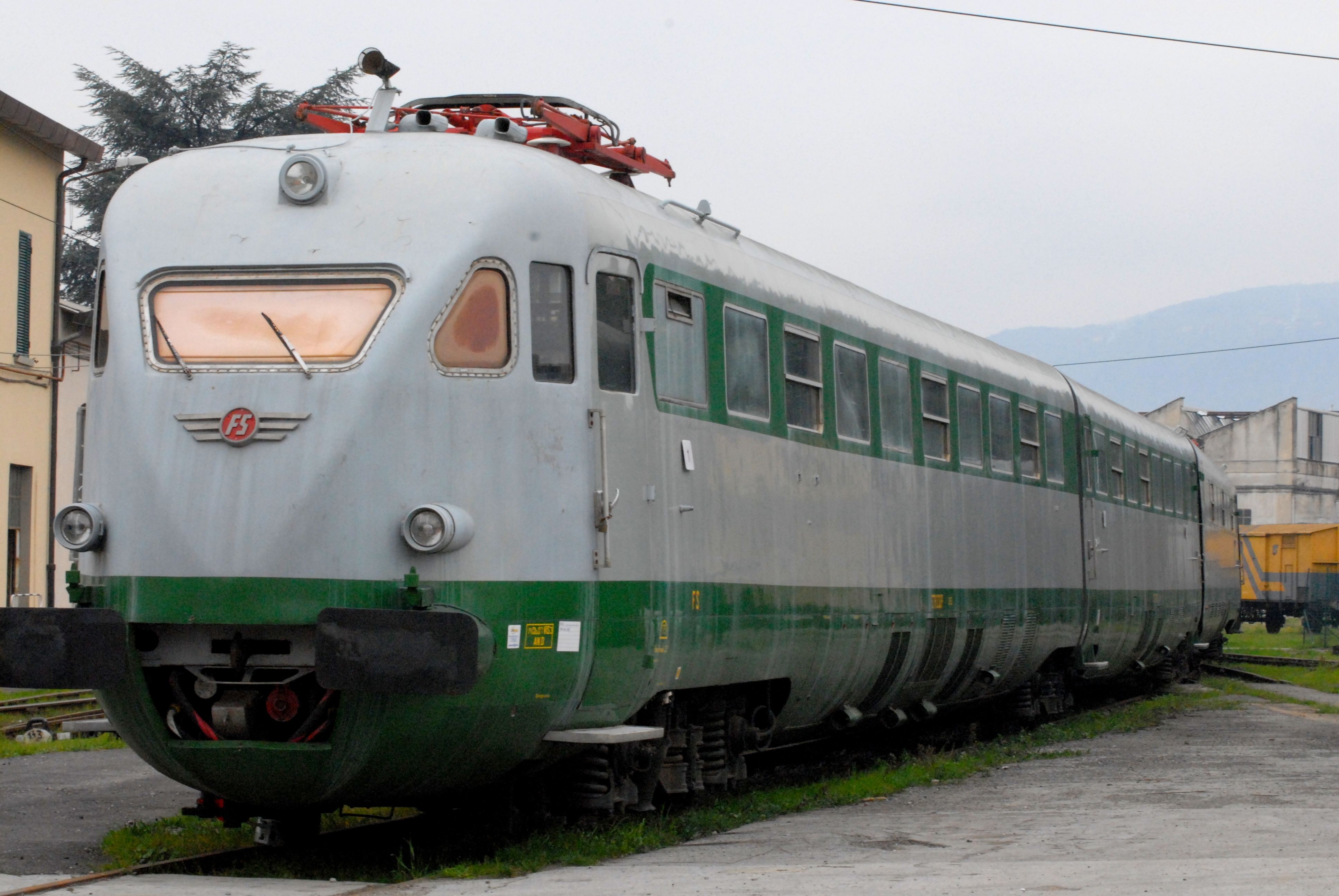
Rame FS ETR.200

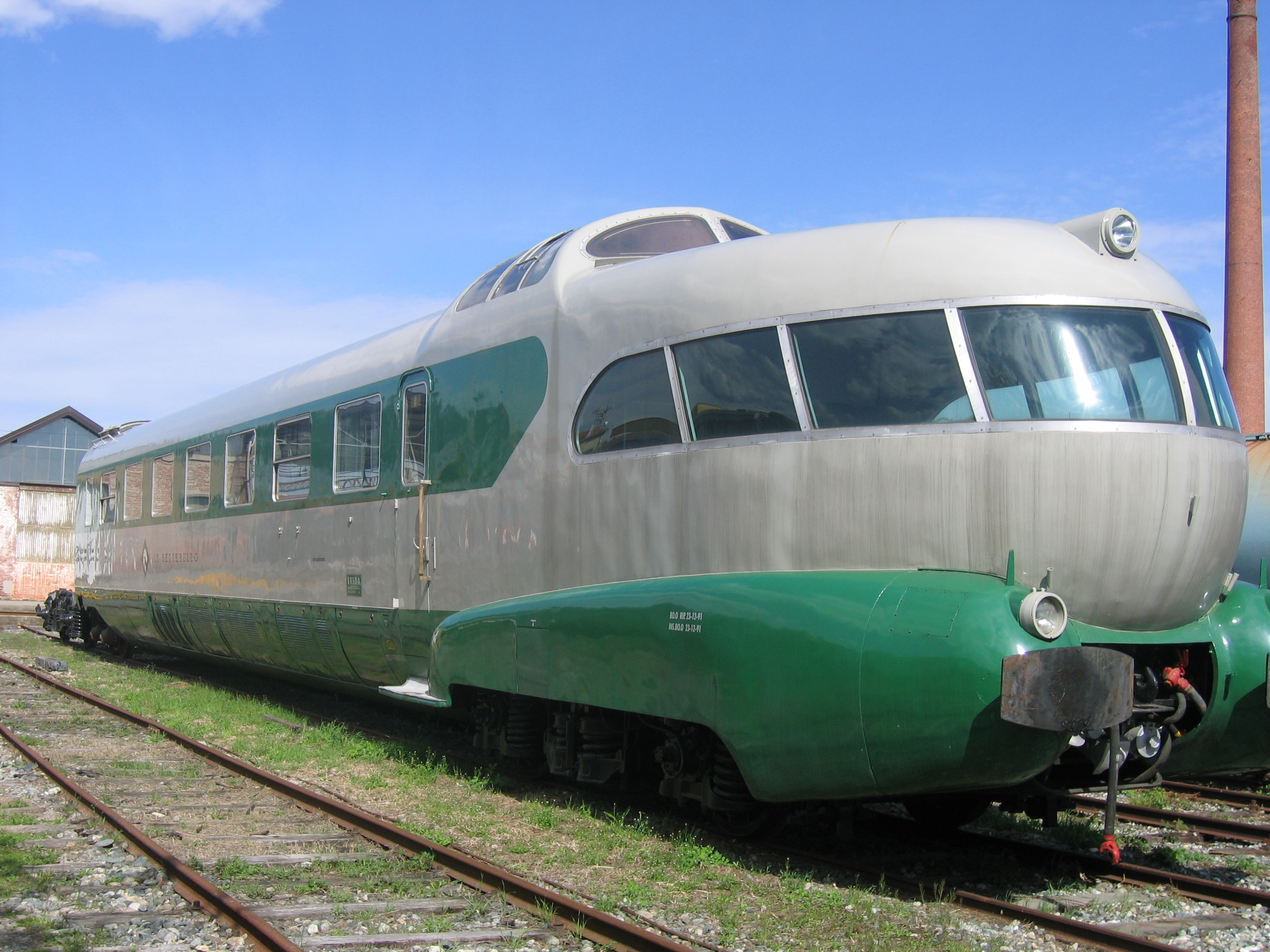
Tête avant d'une rame FS ETR.300 Settebello

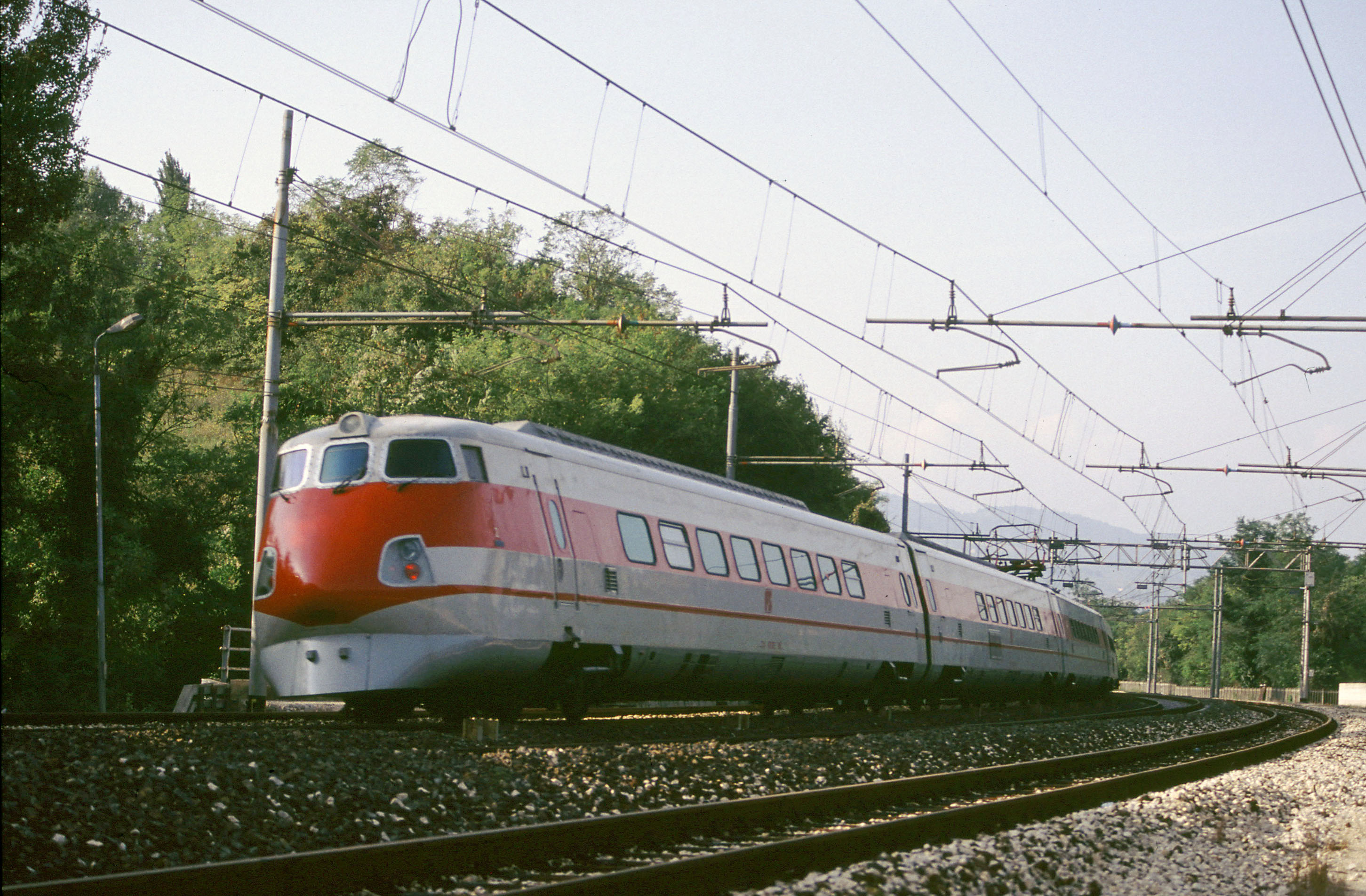
Rame Fiat Pendolino 1ère génération ETR 450 dans une courbe

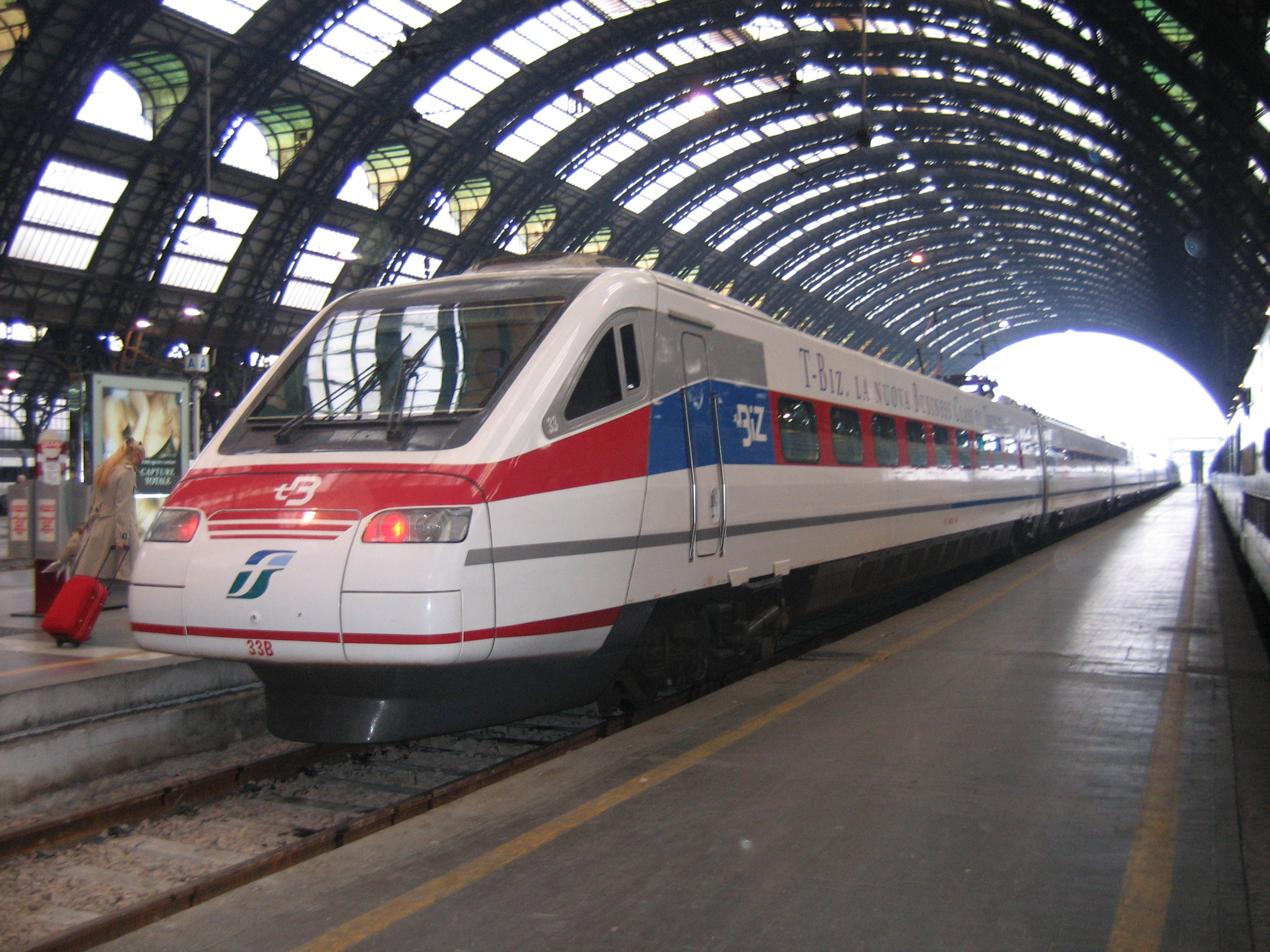
Rame Fiat Pendolino ETR 460 polytension pour le réseau français, liaison Milan-Lyon

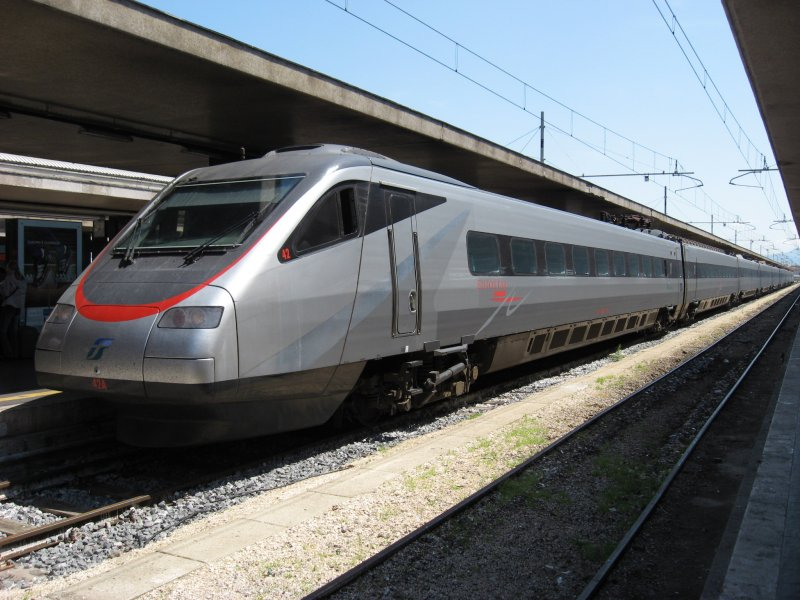
Rame Fiat Pendolino ETR 480 polytensions

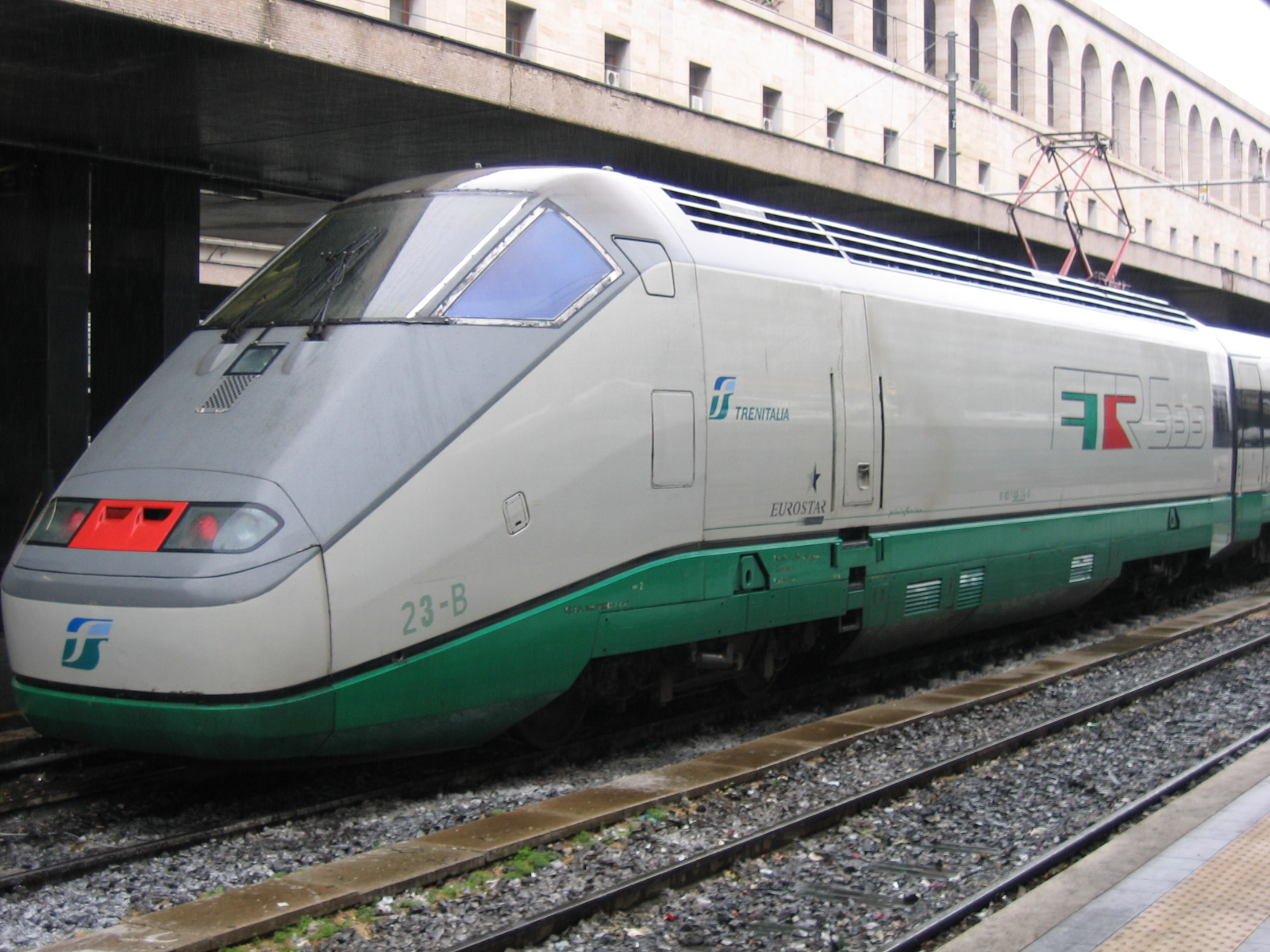
Rame ETR.500 1ère génération (1996)

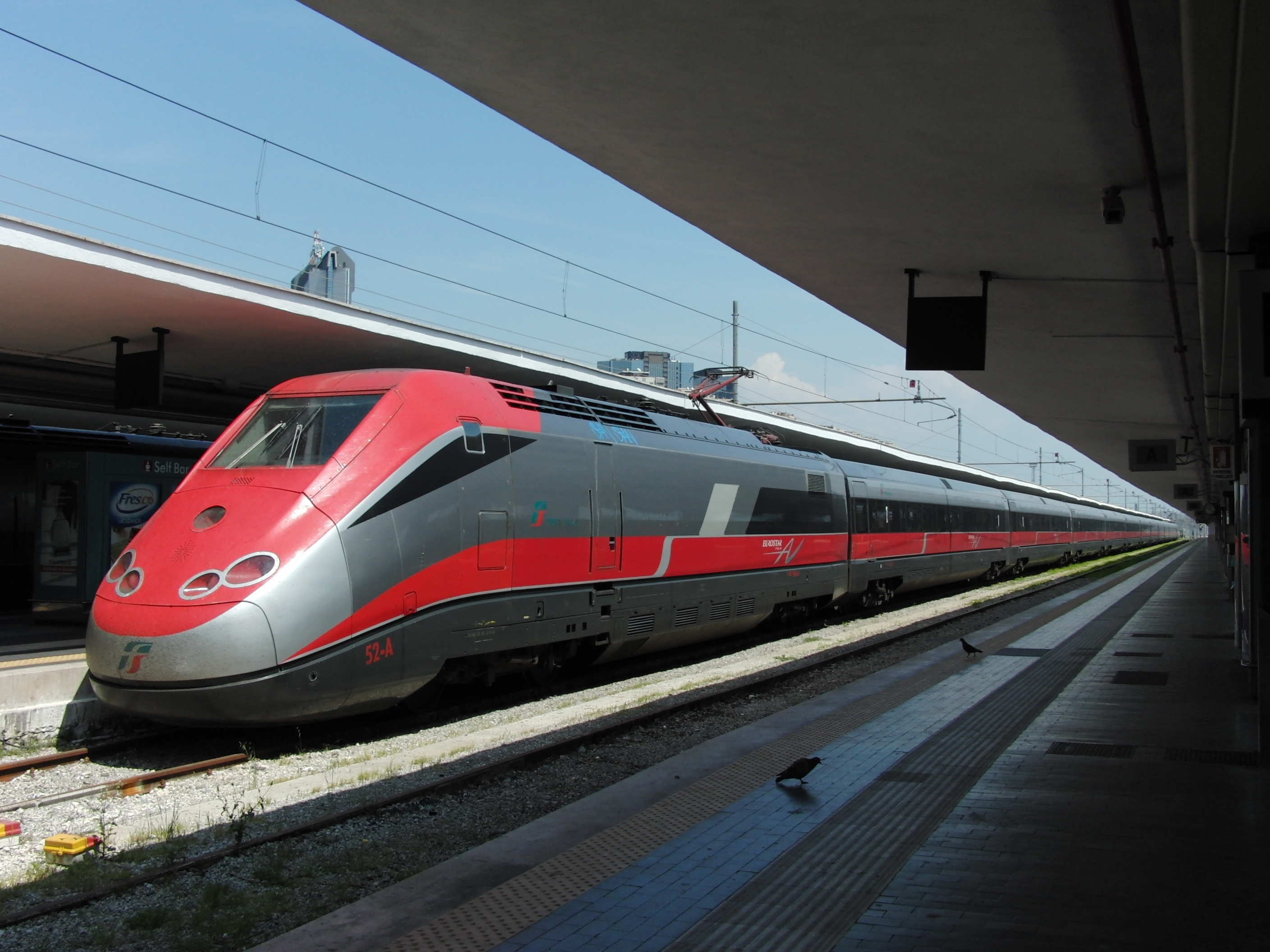
Rame polytensions ETR.500 2ème génération Frecciarossa (2006)

Depuis très longtemps, l'exploitant du réseau italien, les Ferrovie dello Stato Italiane (FS), utilise des rames à grande vitesse. Déjà en 1936, les rames électriques ETR 200 (E.T.R. voulant dire Elettro Treno Rapido - Rame Electrique Rapide) circulaient à plus de 200 km/h sur les grandes lignes principales, alors que les autres chemins de fer mondiaux en étaient encore à la vapeur. En 1952, les FS ont mis en service les rames ETR.300 « Settebello », dépassant les 200 km/h, dotées d'un salon  panoramique pour les passagers à l'avant de la rame.
À partir de 1978, les FS ont mis en circulation les fameuses rames pendulaires construites par Fiat Ferroviaria, les FS ETR.450 Pendolino, capables d'atteindre une vitesse commerciale de 250 km/h sur une ligne traditionnelle et de gagner, grâce à la pendulation active, 25 % du temps du trajet sur les lignes sinueuses de montagne. Vinrent ensuite les rames Pendolino ETR 460 et ETR 480 polytensions dont le mécanicien pouvait inhiber le système de pendulation sur les lignes conçues pour la grande vitesse comme la Direttissima entre Florence et Rome, ouverte en 1978.
En juin 1991, les FS ont complété leur parc de trains à grande vitesse avec les rames non pendulaires ETR 500, capables d'une vitesse maximale de 320 km/h, pouvant comporter 8 à 11 voitures. 32 rames ETR.500 de 1re génération ont été mises en service sur la LGV Milan - Rome - Naples - Reggio de Calabre.
En 2006, les FS ont mis en service, sur le réseau TAV, les ETR 500 2e génération, rames polytensions (1,5 kV CC - 3 kV CC - 25 kV CA), avec une vitesse commerciale de 350 km/h, y compris dans les tunnels, conçues et fabriquées par le Consortium TREVI (Ansaldo, Breda C.F., Fiat Ferroviaria, Tecnomasio & Firema Trasporti. 64 rames ETR.500 étaient en service en Italie en 2008, 32 sont monotension 3 kV (1re série 1988) et 32 polytensions (2e série 2004).
En 2022, les FS ont inauguré le service Frecciarossa,

## Lignes LGV du réseau
- LGV Florence - Rome, 1re LGV d'Europe, baptisée "Direttissima", mise en service en 1977,
- LGV Turin - Milan, mise en service pour les Jeux olympiques d'hiver de Turin en 2006,
- LGV Milan - Bologne, ouverte depuis le printemps 2008,
- LGV Bologne - Florence, qui traverse les Apennins, mise en service
- LGV Rome - Naples - Salerne, mise en service en 2005,
- Milan - Venise - Trieste, 1er tronçon de la LGV Milan - Vérone, Milan Brescia, mis en service le 11 décembre 2016[3], tronçon Brescia Venise : en construction
- LGV Milan - Gênes, (Tortona/Novi Ligure - Gênes), avec le Tunnel dei Giovi (it) de 27 km, en cours de travaux. Mise en service prévue en 2026.

ainsi que les contournements et nœuds ferroviaires :
- Bologne Centrale ;
- Rome avec la réfection des gares de Termini et Tiburtina ;
- Naples Centrale.

### Historique
- Seconde moitié des années 1960 : les chemins de fer italiens commencent les premières études concernant la construction d'un réseau ferré à grande vitesse. Il s'agit du premier projet européen de chemin de fer à grande vitesse : le premier tronçon sera inauguré en 1978.
- 1978 : inauguration de la Direttissima, première ligne à grande vitesse en Europe entre Florence et Rome.
- Avril 1986 : la création d'un réseau à grande vitesse en Italie devient une priorité nationale dans le Plan Général des Transports. Il prévoit un quadruplement des lignes Turin-Milan-Vérone-Venise et Milan-Bologne-Florence-Naples-Battipaglia.
- 23 janvier 1991 : le ministère des transports italien et le groupe Ferrovie dello Stato adhèrent au Contrat de plan 1991-1992, qui prévoit que le financement de la construction du réseau à grande vitesse sera effectué par l'État et par des capitaux privés.
- 19 juillet 1991 : création de la société TAV S.p.A, dont le capital est détenu à 40 % par les Ferrovie dello Stato (fonds publics) et à 60 % par des investisseurs privés.
- 7 août 1991 : le groupe Ferrovie dello Stato confie à TAV une concession en ce qui concerne la construction et l'exploitation des lignes à grande vitesse Milan-Naples et Turin-Venise.
- 16 mars 1992 : le groupe Ferrovie dello Stato confie à TAV une concession pour la construction et l'exploitation de la ligne à grande vitesse Milan-Gênes.
- 14 avril 1994 : début des travaux du tronçon Rome-Naples.
- 10 mars 1998 : TAV devient propriété à 100 % des Ferrovie dello Stato
- 18 janvier 1999 : début des travaux de désengorgement du nœud de Bologne
- 28 novembre 1999 : approbation du projet définitif de restructuration de la gare de Florence
- 27 novembre 2000 : début des travaux sur le tronçon Milan-Bologne
- 1er juillet 2001 : création de RFI (Rete Ferroviaria Italiana)
- 10 avril 2003 : ouverture à Parme d'un « Observatoire territorial ».
- 17 avril 2003 : conclusion de la phase de présélection du concours international pour la conception de la nouvelle gare AV de Naples-Afragola. Dix concurrents sont retenus pour participer à la phase de projet préliminaire.
- 9 juin 2003 : congrès à Parme sur l' « Archéologie à grande vitesse en Émilie ».
- 10 juin 2003 : présentation au ministre des Infrastructures et des Transports du projet  pour le tronçon Vérone - Padoue de la ligne Alta Velocità/Alta Capacità Vérone -Venise en vue de son approbation par le Comité interministériel de programmation économique (CIPE).
- 25 juin 2003 : lancement des travaux de franchissement en souterrain du nœud de Bologne.
- 27 juin 2003 : signature de l'avenant à l'Atto Integrativo pour la ligne Milan - Bologne.
- 29 septembre 2003 : le Comité interministériel de programmation économique (CIPE) approuve le projet préliminaire de la ligne Alta Velocità/Alta Capacità Milano - Gênes : Terzo Valico dei Giovi, et le financement des travaux préparatoires pour 319 millions d'euros.
- 1er octobre 2003 : c'est l'architecte irakienne Zaha Hadid qui remporte, parmi dix projets concurrents, le concours international pour la conception de la nouvelle gare à grande vitesse de Naples-Afragola.
- 4 novembre 2003 : présentation à la presse à Naples, au palais Santa Lucia, siège du conseil régional de la Campanie, du projet choisi pour la gare AV de Naples-Afragola.
- 5 décembre 2003 : le Comité interministériel de programmation économique - CIPE approuve le projet préliminaire de la ligne Alta Velocità/Alta Capacità Milan - Vérone.
- 16 avril 2004 : exposition au palais royal de Naples sur les nouvelles gares de la grande vitesse en Italie.
- 23 avril 2004 : établissement d'un nouveau record de vitesse italien, supérieur à 300 km/h, à l'occasion d'une marche d'essai sur la ligne à grande vitesse Rome - Naples.
- 21 juillet 2004 : signature de l’Atto Integrativo (déclaration d'utilité publique) pour la réalisation de la ligne à grande vitesse entre Novare et Milan.
- 29 juillet 2004 : nomination (confirmation) des dirigeants de la TAV, Umberto Bertele au poste de président et Antonio Savini Nicci à celui d'administrateur délégué.
- 9 septembre 2004 : exposition, du 10 septembre au 7 novembre 2004, à la fondation Quercini Stampalia (Castello 5252, Santa Maria Formosa), des projets des quatre nouvelles gares, réalisés par AREP-D'Ascia-Magnaghi pour Turin, Norman Foster et Arup pour Florence, Paolo Desideri pour Rome et Zaha Hadid pour Naples-Afragola, qui accueilleront les voyageurs des lignes à grande vitesse.
- Décembre 2004 : signature de l'accord entre RFI et TAV qui attribue à TAV, entre autres, la réalisation de l'aménagement de la Direttissima Rome - Florence et des nœuds de Milan, Turin et Florence.
- 16 juin 2005 : présentation, en présence des ministres Buttiglione et Lunardi, du DVD Archeologia TAV in 3D - Lazio, le premier d'une collection multimédia consacrée aux découvertes archéologiques effectuées sur les chantiers des lignes à grande vitesse.
- 12 août 2005 : publication de l'appel d'offres pour la construction de la gare AV de Naples-Afragola, dessinée par l'architecte Zaha Hadid.
- 6 octobre 2005 : au cours d'une marche d'essai sur le tronçon de ligne à grande vitesse Turin - Novare, la vitesse de 350,8 km/h a été atteinte.
- 21 octobre 2005 : le ministre des Infrastructures et des Transports, Pietro Lunardi, et le président et administrateur délégué des Ferrovie dello Stato, Elio Catania, assistent à la cérémonie pour l'achèvement du creusement des tunnels de la ligne Bologne - Florence.
- 19 décembre 2005 : mise en service à 22 heures de la ligne Rome - Naples, première ligne du système italien à grande vitesse (appelé Alta Velocità/Alta Capacità).
- 1er janvier 2006 : l'assemblée des actionnaires de la TAV approuve le nouveau capital social égal à 3 683 341 074 €.
- 10 février 2006 : mise en service à l'occasion des Olympiades hivernales de Turin des 85 km du tronçon Turin - Novare (sur la ligne Turin - Milan).
- 3 février 2006 : à la suite de la cession à RFI d'une partie de ses activités, dénommée Tratta AV/AC Torino-Milano, subtratta Torino-Novara, le capital social de la TAV est ramené de 3 683 341 074 € à 2 527 761 824 €.
- 29 mars 2006 : le CIPE approuve le projet définitif de la ligne à grande vitesse Milan - Gênes, Terzo Valico dei Giovi.
- 26 avril 2006 : l'assemblée des actionnaires de la TAV approuve le nouveau capital social égal à 3 292 177 150 €.
- 5 décembre 2009 : mise en service des tronçons Novare - Milan (sur la ligne Turin - Milan) et Bologne - Florence (sur la ligne Milan-Naples). Prolongation de la ligne à grande vitesse entre Turin et Salerne.

## Création de l'entreprise

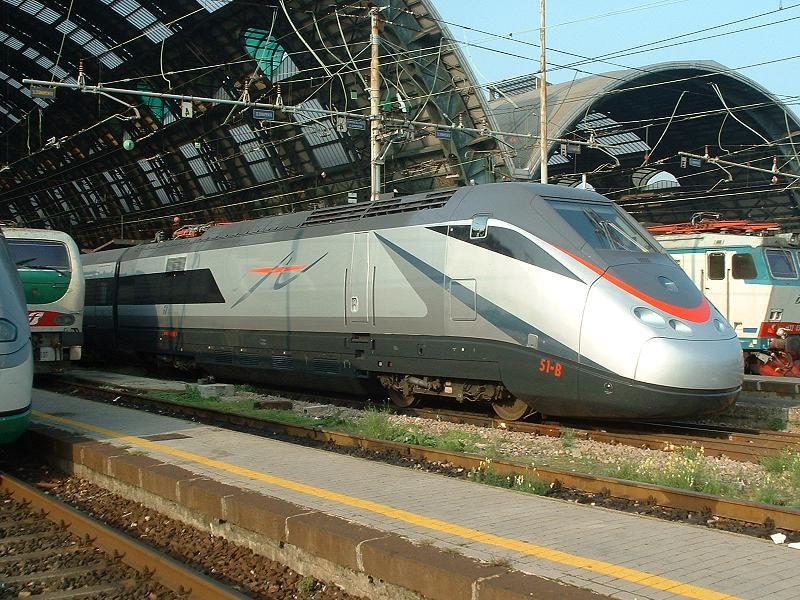
ETR 500 de Trenitalia.

La première ligne à grande vitesse italienne fut la Direttissima Florence-Rome, la première ligne à grande vitesse au monde. Sa construction débuta en 1970. Cette ligne a été remise au goût du jour, notamment avec une électrification en courant alternatif à 25 kV conforme à la norme européenne en la matière pour permettre la circulation de futurs convois étrangers. La norme italienne sur toutes les lignes est un courant continu de 3 000 V.
La société publique italienne Ferrovie dello Stato a créé en 1992 une entreprise spécialisée pour la réalisation de son programme 1992-2010 de lignes à grande vitesse sous le nom TAV S.p.A. pour les 1 320 km à réaliser.

## Avancement des travaux
Le premier tronçon ouvert à la circulation fut la ligne Rome - Naples inaugurée le 19 décembre 2005. Le nœud ferroviaire de Naples est terminé en 2009 avec la ligne Naples-Bari.
La seconde ligne à l'actif de TAV fut inaugurée le 10 février 2006 à l'occasion des Jeux olympiques de Turin. C'est la ligne Turin-Milan, longue de 125 km. Cette nouvelle ligne a nécessité des travaux très importants puisque l'autoroute Turin-Milan, dont le tracé est parallèle a été déplacée pour permettre la construction de cette voie ferrée. Le nœud de Milan sera terminé en 2009.
L'ouverture de la ligne Milan-Bologne a eu lieu en mars 2008 et la ligne Bologne-Florence doit être ouverte en octobre 2009. Cette dernière contient le tunnel sous les Apennins, long de plus de 60 km.
La ligne Milan-Venise avec sa prolongation vers Trieste et la Slovénie pour créer le couloir européen no 5 a été décidée en 2007. Les études préliminaires de tracé sont achevées, les études de réalisation sont en cours chez Italferr. 
Le troisième tunnel des Giovi est en cours de travaux pour faire passer la ligne qui ira de Gênes à la plaine du Po.